# W. W. Norton & Company
W. W. Norton & Company est une maison d’édition américaine indépendante basée à New York. Elle est reconnue pour ses anthologies (en particulier l’anthologie de la littérature anglaise) et ses textes dans les séries Éditions critiques de Norton, dont le dernier apparaît régulièrement dans le programme des cours de littérature en université. Elle complètement détenue par ses employés depuis le début des années 1960.
Une partie de ses activités est tournée vers la distribution d'ouvrages d'éditeurs indépendants.

## Histoire

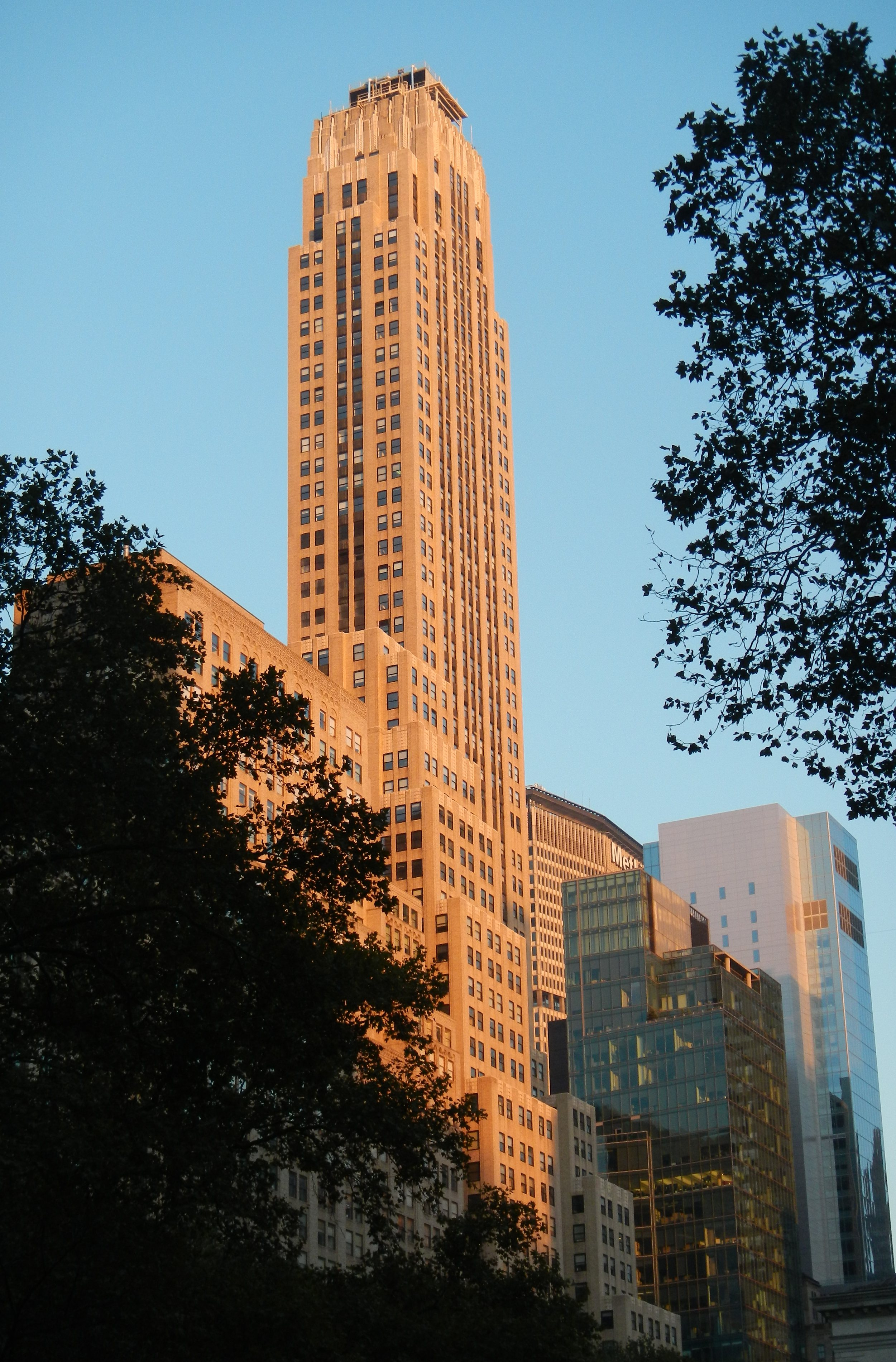
Le siège de la maison d'édition est situé dans l'immeuble du 500 Cinquième Avenue, à Manhattan.

W. W. Norton & Company est la plus grosse maison d’édition américaine restée indépendante depuis sa fondation en 1923. C’est la plus vieille et la plus grosse maison d’édition possédée par ses employés des États-Unis, que ce soit dans la publication de fictions, d'essais, de poésie, de manuels scolaire, de livres d’art, de cuisine et de livres professionnels. Ses fondateurs sont William Warder Norton (1891-1945), qui débuta dans l'exportation d'ouvrages, et son épouse Margaret Dows Herter (1894-1985), une traductrice et musicienne. Ils débutèrent leurs activités d'édition en publiant des ouvrages reproduisant les conférences données au People's Institute, hébergé par le Cooper Union for the Advancement of Science and Art (New York). Entre 1942 et 1946, l'entreprise rejoint le programme développé par le Bureau d'information de guerre des États-Unis au sein du Council on Books in Wartime. 
Depuis les années 1950, la ligne éditoriale des manuels universitaires Norton s’est étendue pour inclure des titres en économie, histoire, musique, psychologie, sciences politiques, sociologie et bien d’autres sujets académiques. Plusieurs de ces livres universitaires, parmi lesquels le Norton Shakespeare, La joie de la musique, L’Histoire de la musique occidentale et d’autres, ainsi que les nouvelles éditions ou les éditions revisitées, dans les collections des Anthologies Norton et des séries Éditions critiques de Norton, sont devenus des best-sellers chez les universitaires. La collection Livres Professionnels Norton a été créée en 1985 avec une série de livres sur la psychothérapie. Cette collection s’est ensuite étendu pour inclure la neurologie, l’éducation, l’architecture et les livres de design,. 
Norton a racheté Liveright en 1974 puis Countryman Press, une maison d’édition spécialisée dans le livre touristique, en 1996.
Elle distribue les ouvrages publiés par New Directions Publishing et Mysterious Press (en).

## Best-sellers
La liste de best-sellers de Norton inclut :
- Helter Skelter, de Vincent Bugliosi et Curt Gentry ;
- Guns, germs and steel, de Jared Diamond, qui a gagné le prix Pulitzer ;

Les travaux, eux aussi récompensés par le prix Pulitzer, d'Annette Gordon-Reed et d'Edmund S. Morgan ;
- Les aventures navales de Patrick O’Brian, acclamées par les critiques
- Le travail d’Andrea Barrett, ayant gagné le prix du National Book.
- Khruschev: l’homme et son ère, de William Taubman
- Hitler : Hubris et Hitler: Nemesis de Ian Kershaw
- Le poker des menteurs, Blind side, l’étoffe d’un champion, Moneyball et The big short par Michael Lewis
- Le futur de la liberté de Fareed Zakaria
- La tornade parfaite, Sébastian Junger
- La fin du Destin de Sam Harris
- La mort de Vishnu, de Manil Suri
- L’horloge orange, d’anthony burgess
- Le livre Rouge de Carl Jung
- Le livre de la Genèse illustré, par R. Crumb

En sciences et en sciences sociales, Norton a publié des best-sellers de différents auteurs comme Mary Roach, des économistes Paul Krugman et Joseph Stiglitz, du paléontologue Stephen Jay Gould, du physicien Richard Feynman, et des historiens Peter Gay, Jonathan Spence, Eric Foner, Christopher Lasch et George F. Kennan.